# Cratippo di Pergamo
Cratippo di Pergamo (in greco: Κράτιππος) (fl. I secolo a.C.) è stato un filosofo peripatetico greco antico vissuto nel I secolo a.C..
Nato a Pergamo, insegnò nella vicina Mitilene e ad Atene. Ciò che conosciamo del suo pensiero è legato alla divinazione e ci è noto grazie all'opera De divinatione di Cicerone. È incerto se sia stato uno scolarca.

## Biografia
Cratippo fu contemporaneo di Cicerone, con il quale fu legato da un rapporto di intima amicizia, dovuto al fatto che Cicerone, oltre ad aver affermato che il filosofo era uno dei peripatetici più illustri che avesse mai conosciuto, lo aveva posto sullo stesso piano dei più grandi uomini della sua scuola.
Vissuto per un po' a Mitilene, capoluogo dell'isola di Lesbo, Cratippo fu compagno di Pompeo nella fuga di quest'ultimo a seguito della battaglia di Farsalo, con la quale Cesare aveva inflitto al leader degli ottimati una dura sconfitta. Sappiamo che, in quell'occasione, Cratippo tentò di consolare Pompeo con argomenti filosofici.
Fu in contatto con diversi illustri personaggi romani, tra i quali Marco Claudio Marcello e, come si è detto, Cicerone. Quest'ultimo poi fece sì che suo figlio diventasse suo allievo ad Atene nel 44 a.C.. Sembra che il figlio del console romano abbia visitato l'Asia assieme a Cratippo, il che dimostra l'attaccamento del giovane discepolo al maestro e la grande fiducia di Cicerone nei confronti del filosofo. Sappiamo inoltre che Cicerone ottenne da Cesare, che nel frattempo aveva conquistato il potere, la cittadinanza romana per Cratippo.

## Pensiero
Nonostante l'alta opinione di Cicerone sulla conoscenza e il talento di Cratippo, non sappiamo se il filosofo si sia dedicato a svariate tematiche filosofiche, dal momento che ciò che sappiamo del pensiero di Cratippo è relativo soltanto alla divinazione, sulla quale sembra abbia composto un'opera.
Cicerone riporta che il filosofo credeva nei sogni e nell'ispirazione soprannaturale (in latino: furor), ma rifiutava qualsiasi altro tipo di divinazione. Credeva che il senso e l'appetito non potessero esistere al di fuori del corpo, che il pensiero raggiungesse la sua massima potenza quando si liberava  dalle influenze corporee e che la divinazione è dovuta all'azione diretta della mente divina su quella facoltà dell'anima umana che non dipende dal corpo.